# Študentski dom VIII, Ljubljana
Študentski dom VIII je javni študentski dom na Svetčevi ulici 9, ki ga upravlja Javni zavod Študentski domovi v Ljubljani. Je eden izmed 14 študentskih domov v Rožni dolini. Stavbo je zasnoval arhitekt Ivan Štrukelj, gradnja pa je bila zaključila leta 1968. Prenovljena je bila leta 2003, 2005 in 2016.

## Bivalna ureditev
Dom ponuja 197 ležišč v dvoposteljnih sobah. Stavba ima pritličje in sedem nadstropij (P+7) ter je opremljena z dvigalom. V pritličju se nahaja dislocirana enota Zdravstvenega doma za študente Univerze v Ljubljani. Nadstropja od prvega do šestega vsebujejo po 14 sob, kar pomeni, da v posameznem nadstropju biva do 28 študentov. V vrhnjem nadstropju so apartmaji. Skupni prostori vključujejo kopalnico, stranišče in kuhinjo, ki si jih študenti v vsakem nadstropju delijo med seboj. Dom ni prilagojen za gibalno ovirane osebe in ne sodi med t. i. tihe domove. 
Pred domom je urejeno parkirišče s 28 parkirnimi mesti, dostopnimi preko zapornice, kar omogoča parkiranje rezidentom doma. Za parkirno mesto morajo študenti predhodno zaprositi, saj ni avtomatično zagotovljeno. 